# York farkasfalka
A York farkasfalka a Kriegsmarine tengeralattjárókból álló második világháborús támadóegysége volt, amely összehangoltan tevékenykedett 1942. március 12. és 1942. március 26. között az Atlanti-óceán északi részén, Izland és Skandinávia között. A York farkasfalka négy búvárhajóból állt, amelyek nem süllyesztettek el hajót. A tengeralattjárók nem szenvedtek veszteséget. A farkasfalka York városáról kapta a nevét.

## A farkasfalka tengeralattjárói
| A hajó száma | Parancsnoka                  | Részvétel kezdete | Részvétel vége    |
| ------------ | ---------------------------- | ----------------- | ----------------- |
| U–135        | Friedrich-Hermann Praetorius | 1942. március 12. | 1942. március 25. |
| U–553        | Karl Thurmann                | 1942. március 12. | 1942. március 26. |
| U–569        | Hans-Peter Hinsch            | 1942. március 12. | 1942. március 26. |
| U–701        | Horst Degen                  | 1942. március 12. | 1942. március 26. |